# Acròtat
Acròtat (en llatí Acrotatus, en grec antic Ἀκρότατος "Akrótatos") fou fill del rei Cleòmenes II d'Esparta.
Es va enemistar amb una part del país en oposar-se a un decret que alliberava de la infàmia a tot aquell que havia fugit del camp de batalla en el combat en què Antípater va derrotar Agis l'any 331 aC. El 314 aC els agrigentins van demanar ajut a Esparta contra Agàtocles de Siracusa i Acròtat va acceptar encapçalar una expedició. Primer va desembarcar a la Magna Grècia on va obtenir el suport de Tàrent. Després va anar a Agrigent on va actuar com un tirà cruel fins al punt que els ciutadans es van revoltar contra ell i el van obligar a sortir de la ciutat. Va tornar a Esparta i va morir el 309 aC, abans de la mort del seu pare. El seu fill Areos I va succeir al seu avi Cleòmenes com a rei.